# Жан-Батист Анрі Лакордер
Жан-Батіст Анрі Лакордер; також Лякордер (фр. Jean-Baptiste Henri Lacordaire, en religion le père Henri-Dominique Lacordaire 12 травня 1802, Ресе-сюр-Урс Кот-д'Ор, Бургундія , Франція — 21 листопада 1861 Сорез, Тарн Франція) — французький католицький проповідник, член Французької академії; відновник ордена Домініканців у Франції (1850).

## Біографія
Народився в сім'ї колишнього військово-морського лікаря і дочки юриста.
Спочатку був адвокатом, вважався вольтерьянцем.
У 1824 році зайнявся вивченням богослов'я, прийняв духовне звання і виступив гарячим захисником християнства взагалі, в якому знаходив єдино правильне вчення про норми суспільного побуту, і зокрема католицтва, в якому вбачав єдину форму християнства, здатну здійснити його ідеали. Згідно з Ламенне, з яким він зблизився, Лакордер думав, що можна бути щирим католиком і в той же час прихильником політичної волі. У журналі Ламенне «l'Avenir» він гаряче обстоював незалежність церкви від уряду і після Липневої революції заснував разом з Монталамбера, без дозволу держави, вільну колегію; колегія була закрита за розпорядженням цивільної влади, а в 1832 році заборонений папою журнал «L'Avenir».
Підкоряючись рішенням папи, Лакордер вступив до складу причту Собору Паризької Богоматері і з церковної кафедри став захищати чисто ультрамонтанське (тобто орієнтоване на римський престол, а не на національні віяння у французькому католицтві) вчення у сфері богослов'я. Щоб переконати вище духовенство у своїй відмові від колишніх ідей, Лакордер написав проти Ламенне «Considerations sur le système philosophique de M. Lamennais» (1834). У 1839 р. він надрукував «Mémoire pour le rétablissement en France de l'erdre des frères prê cheurs», і незабаром вступив в орден домініканців. Написана ним «Vie de Saint-Dominique» (1840) легендарна і чужа всякої критики.

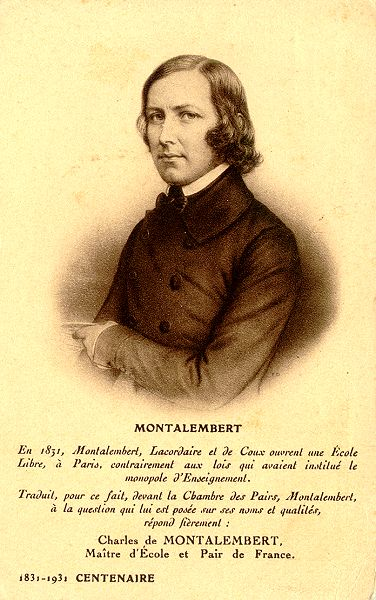
Шарль Форб Рене де Монталамбер

У 1841 р. Лакордер повернувся з Італії до Парижа і знову з блискучим успіхом проповідував перед масами слухачів.
У 1848 р. він знову став журналістом, видавав «Ere nouvelle» і був обраний в члени установчих зборів, але незабаром склав із себе депутатські повноваження.
З 1853 р. присвятив себе суто турботам про засновану ним колегію Sorrèze і написав «Lettres à un jeune homme sur la vie chrétienne» (1858), «Liberté de l'Eglise et de l'Italie», 73 проповіді та багато надгробних слів.
Оригінальну рису в проповідях Лакордера становить постійне зусилля скомбінувати католицьку церковну доктрину, в її ультрамонтанському вигляді, зі вченням про політичну свободу і права народу. Не менш властиво йому прагнення погодити віру зі свободою наукового дослідження. Однак у деяких проповідях він доходить до повного заперечення науки, освіти і розуму.
Мову проповідей Лакордера, повну антитез, романтики й ліризму, його шанувальники називали «мовою апостола». Він впливав радше на уяву і почуття слухачів, ніж на їхній розум. Сам Лакордер писав, що, бажаючи вилікувати хворобу століття — скептицизм і душевну смуту — він радше просить, ніж загрожує і примушує, радше милує, ніж бичує. Його мова — наполовину релігійна, наполовину філософська, оскільки він дійшов переконання в істині християнства здебільшого шляхом роздумів.
Після смерті Лакордера його твори були видані в 1866 р., збори його проповідей — у 1886–1988 рр.
Окремо були видані його листування з Свєчіної (1862), з граф. Тур де Пен (1864), «Lettres à des jeunes gens» (1864), «Lettres à Th. Foisset» (1886).

## Література

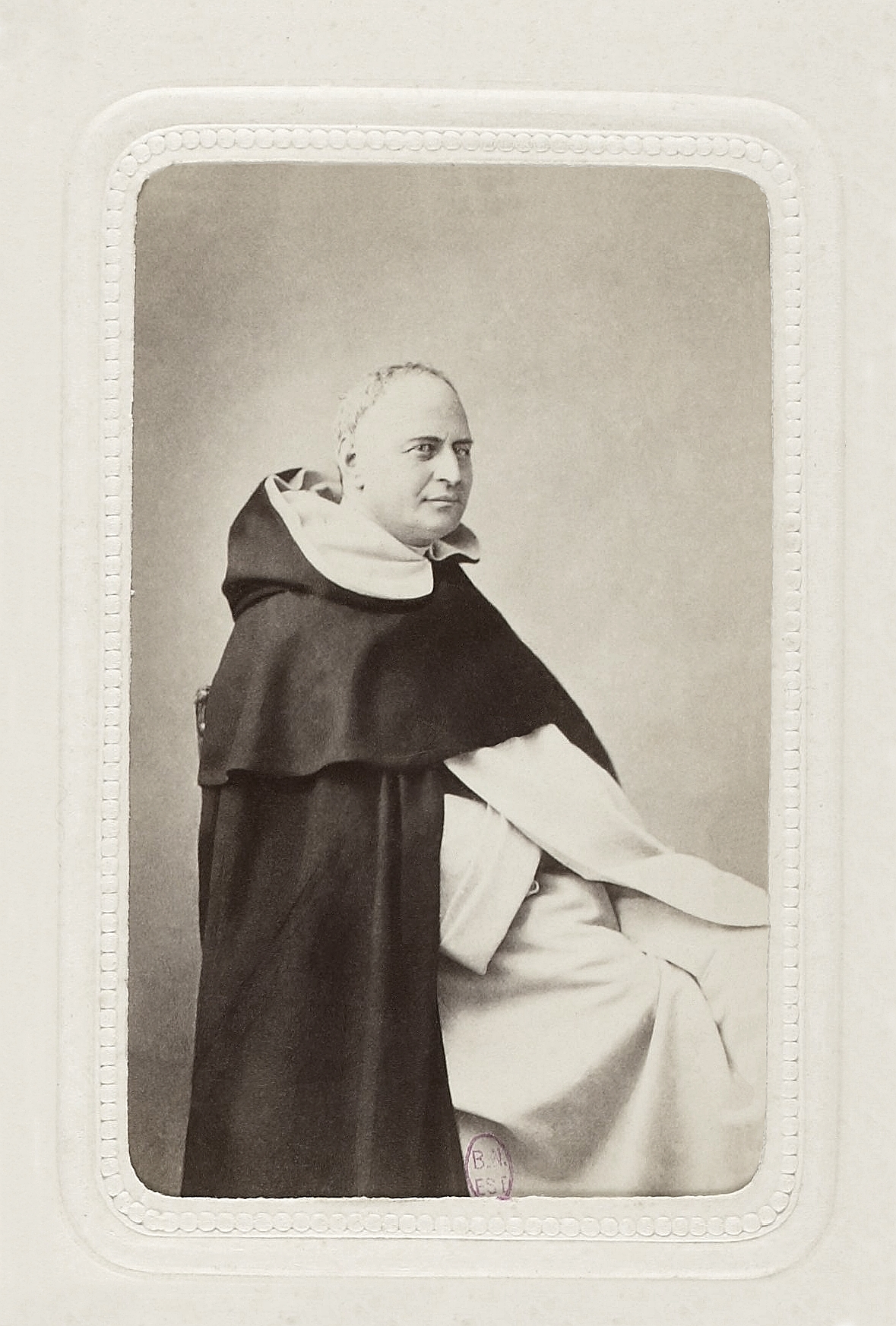
Lacordaire, ca.1855